# Parque Santander (Cúcuta)
El parque Santander es un parque ubicado en Cúcuta, Norte de Santander, se encuentra entre los cruces de las avenidas 5 y 6, con calles 10 y 11, donde antiguamente quedaba ubicada la Plaza Mayor de San José de Guasimales, lugar que fue escenario de diversos sucesos históricos y espectáculos públicos. En el centro del parque se encuentra la obra en bronce del General Santander, creada por el escultor alemán Carl Bornr e inaugurada el 5 de agosto de 1890
En frente del Parque Santander está ubicada la Alcaldía de Cúcuta y la Catedral de San José